# 1266 Tone
1266 Tone eller 1927 BD är en asteroid i huvudbältet som upptäcktes 23 januari 1927 av den japanska astronomen Okuro Oikawa i Tokyo. Den har fått sitt namn efter den japanska floden Tone.
Asteroiden har en diameter på ungefär 75 kilometer och den tillhör asteroidgruppen Cybele.